# Каррер, Павлос
Павлос Каррер (греч. Παύλος Καρρέρ; 12 мая 1829, Закинтос — 7 июня 1896, Закинтос) — один из первых греческих оперных композиторов.

## Биография

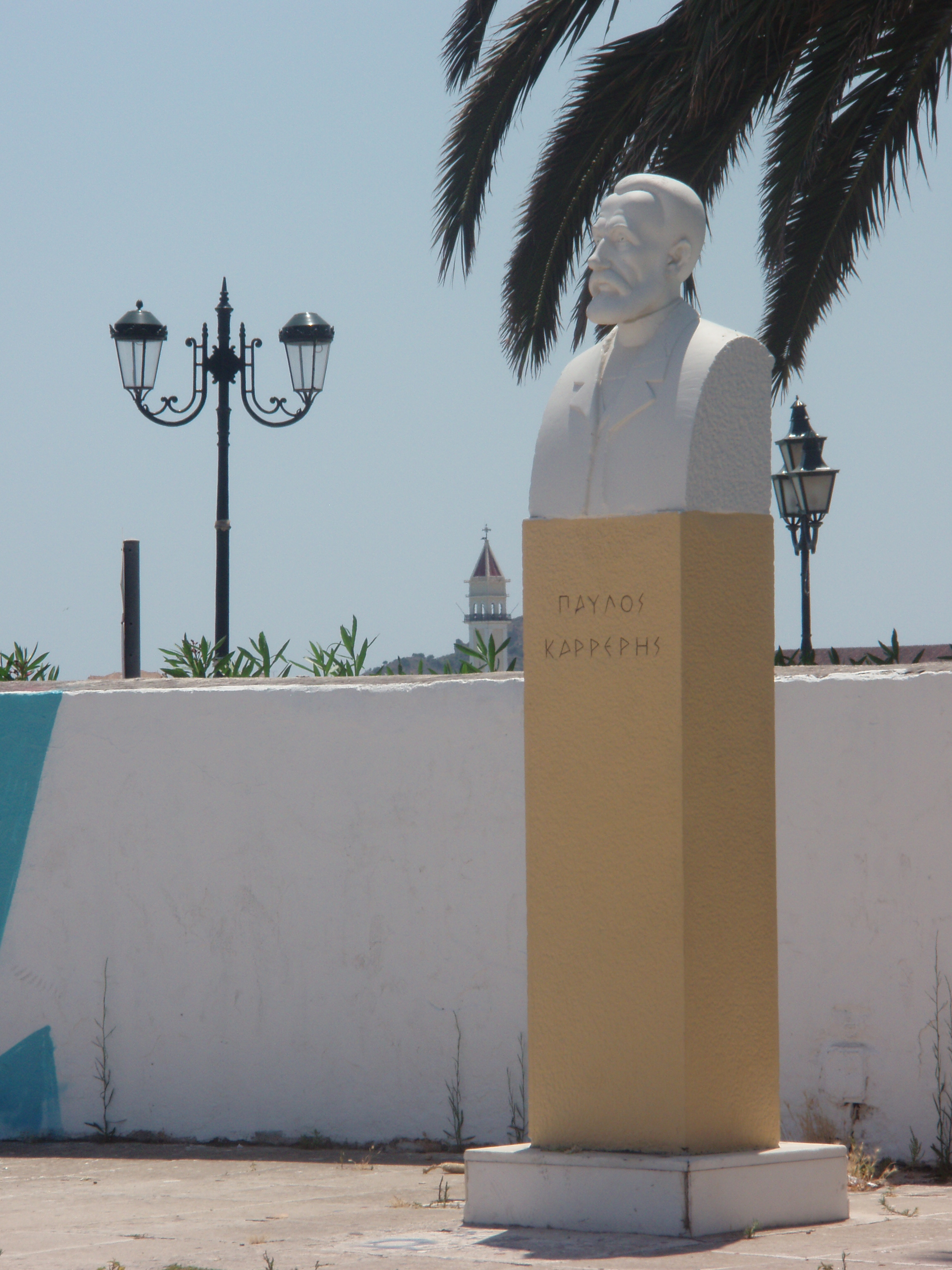
Памятник Павлосу Карреру на Закинфе

Каррер родился в известной аристократической семье Закинфа, восходящей корнями к Кипру, откуда и прибыл на Закинф родоначальник семьи в XVI веке.
Его брат Фредерик был политиком и писателем.
Павлос Каррер учился музыке на острове Керкира в 1848 году у композитора Николаоса Мандзароса. Продолжил учебу в Милане в 1850-57 гг. В Милане, в Театре Каркано, и были исполнены его первые оперы.
В 1857 году Каррер вернулся на Закинф где женился на певице сопрано Изабелле Иатра, которая была примадонной в его опере «Изабелла Аспена», исполненной на Закинфе, Керкире, в Комо, Брешии, Бергамо и Падуе. В 1858 году представил в Афинах отрывки своей оперы «Боцарис», но опера была поставлена полностью в городе Патры в 1861 году. В 1866 году был приглашен королевской четой Греции во дворец, где были исполнены его произведения. В 1882 году, опять в Патрах, была исполнена его опера «Деспо», полное либретто которой газета «Вперед» опубликовала на двух страницах.
Умер Каррер на Закинфе 7 июня 1896 года.
Его оперы Марафон и Саламис (посвящена Саламинской битве, были написаны в 1886 году с целью их постановки при открытии Афинского городского театра, но в конечном итоге были поставлены в 2003 г. − 115 лет спустя. Повторная их постановка, в октябре 2010 года, приурочена к 2500-летию Марафонской битвы.

## Работы

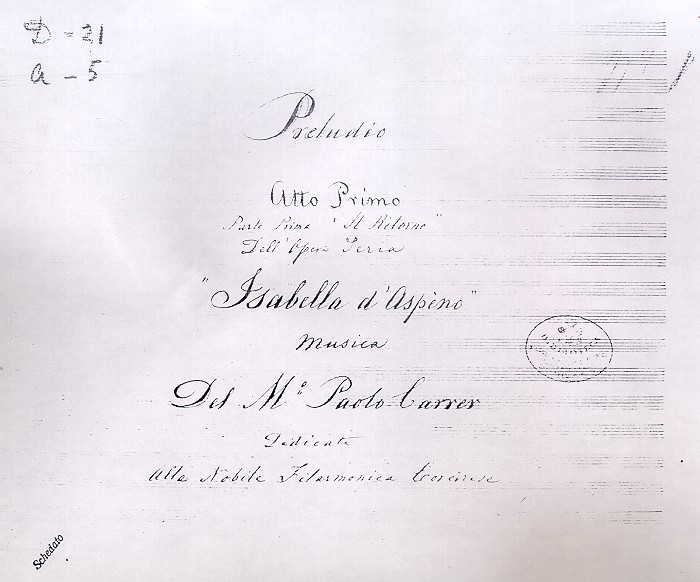
Лицевой лист оперы Изабелла д Аспено

- Пилигрим Кастилии
- Граф Воробей
- Данте и Беатрика (1852)
- Изабелла Аспена (1853)
- Выжившая (1854)
- Маркос Боцарис (1861)
- Цвет Марии (1867)
- Госпожа Фросини (1868)
- Мария Антуаннета (1873-74)
- Деспо героиня Сулиона (1882)
- Марафон (1883)
- Саламис (1883)